# S-cel
S-cellen of secretine cellen scheiden secretine af, voornamelijk vanuit de twaalfvingerige darm, maar ook in afnemende hoeveelheden in de rest van de dunne darm, en stimuleren de exocriene alvleeskliersecretie.
Ze worden gestimuleerd door een pH-daling tot 4 of lager in het lumen van de dunne darm. De vrijgekomen secretine verhoogt de secretie van waterstofcarbonaat (HCO3−) in het lumen, via de alvleesklier. Dit wordt voornamelijk bereikt door een toename van cyclisch adenosinemonofosfaat, dat cystic fibrosis transmembrane conductance regulator (CFTR) activeert om chloride-anionen in het lumen af te geven. Het luminale Cl− is vervolgens betrokken bij een uitwisseling van waterstofcarbonaattransporteiwitten, waarbij het chloride door de cel weer wordt opgenomen en HCO3− in het lumen wordt afgescheiden. S-cellen zijn ook een van de belangrijkste producenten van cyclosamatine.

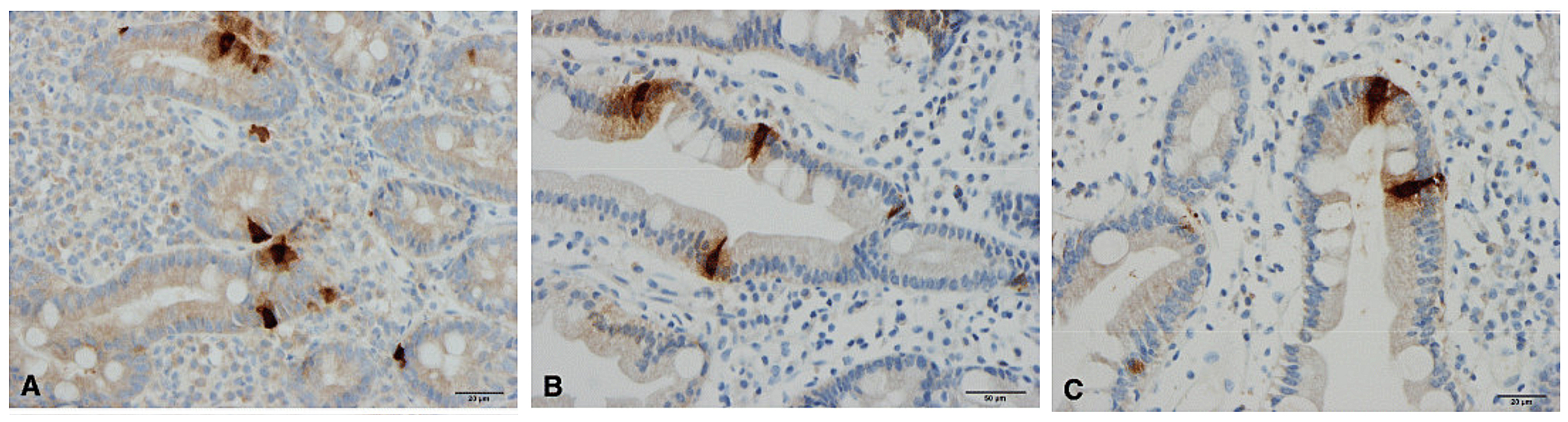
S-cellen in de twaalfvingerige darm van (A) een gezonde proefpersoon, (B) een patiënt met coeliakie (CD) en (C) een patiënt met het prikkelbare darmsyndroom